# Edgemoor
Edgemoor és una concentració de població designada pel cens dels Estats Units a l'estat de Delaware. Segons el cens del 2000 tenia 5.992 habitants.

## Demografia
Segons el cens del 2000, Edgemoor tenia 5.992 habitants, 2.507 habitatges, i 1.566 famílies. La densitat de població era de 1.271,2 habitants/km².
Dels 2.507 habitatges en un 32,7% hi vivien nens de menys de 18 anys, en un 38,1% hi vivien parelles casades, en un 19,5% dones solteres, i en un 37,5% no eren unitats familiars. En el 31,8% dels habitatges hi vivien persones soles el 9,2% de les quals corresponia a persones de 65 anys o més que vivien soles. El nombre mitjà de persones vivint en cada habitatge era de 2,38 i el nombre mitjà de persones que vivien en cada família era de 3,02.
Per edats la població es repartia de la següent manera: un 28,2% tenia menys de 18 anys, un 6,9% entre 18 i 24, un 32,5% entre 25 i 44, un 21,5% de 45 a 60 i un 10,9% 65 anys o més.
L'edat mediana era de 35 anys. Per cada 100 dones de 18 o més anys hi havia 79,3 homes.
La renda mediana per habitatge era de 39.931 $ i la renda mediana per família de 45.903 $. Els homes tenien una renda mediana de 36.957 $ mentre que les dones 29.675 $. La renda per capita de la població era de 22.081 $. Aproximadament el 13,4% de les famílies i el 15% de la població estaven per davall del llindar de pobresa.

## Poblacions properes
El següent diagrama mostra les poblacions més properes.